# Verchain-Maugré
Verchain-Maugré é uma comuna francesa na região administrativa de Altos da França, no departamento do Norte. Estende-se por uma área de 9.62 km². Em 2010 a comuna tinha 1 065 habitantes (densidade: 110,7 hab./km²).